# Hastings, Sierra Leone
Pentru alte utilizări ale numelui, vedeți Hastings (dezambiguizare).

Hastings este un oraș în Sierra Leone.

## Demografie
- 2008 (conform estimărilor) - 4.437 de locuitori
- 1985 (recensământ) - 2 561 de locuitori
- 1974  (recensământ) - 2 572 de locuitori
- 1963 (recensământ) - 3.022 de locuitori